# Khalid Boulahrouz
Khalid Boulahrouz (*Maassluis, Holanda Meridional, Países Bajos, 28 de diciembre de 1981) es un exfutbolista neerlandés, de ascendencia marroquí. Jugaba de defensor, y podía hacerlo de lateral o de central. Su último equipo fue el Feyenoord.

## Trayectoria
Un 9 de marzo de 2002 debuta en el primer equipo del RKC Waalwijk, donde milita por dos temporadas antes de ser traspasado al Hamburgo. En el conjunto alemán debutó el 11 de septiembre de 2004 anotando su primer gol. Con el paso de los partidos y debido a su juego agresivo, fue apodado el 'Caníbal'.
En el 2006 lo ficha el Chelsea donde no disfruta de muchos minutos y en la temporada siguiente lo cede al Sevilla FC donde tampoco participa de muchos partidos al estar prácticamente todo el año lesionado.
El 21 de julio de 2008 se hace oficial su fichaje por el conjunto alemán VfB Stuttgart. Las tres primeras temporadas alternó entre la suplencia y la titularidad, para ya en la temporada 2011-12 afianzarse como titular, logrando jugar su partido número 100 en Bundesliga ante el Friburgo.
Para la temporada 2012-13 el Stuttgart no le renovó contrato, por lo cual fichó en el Sporting de Lisboa donde jugó una temporada. Ya en la temporada 2013-14 firmó por el Brøndby IF de Dinamarca.
El 14 de julio de 2014, con 32 años de edad, es anunciado su fichaje por el Feyenoord.
El 11 de febrero de 2016 se anunció su retirada del fútbol profesional.

## Selección nacional
Bajo la dirección de Marco van Basten, un 3 de septiembre de 2004 hace su debut internacional frente a la selección de Liechtenstein.
Con la Selección de fútbol de los Países Bajos, ha jugado 35 partidos internacionales. En la Copa Mundial de Fútbol de 2010 disputó 2 partidos de titular, donde su selección llegó hasta la final, que acabó perdiendo frente al combinado español por 0-1.

### Participaciones en Copas del Mundo
| Mundial                        | Sede      | Resultado        | Partidos | Goles |
| ------------------------------ | --------- | ---------------- | -------- | ----- |
| Copa Mundial de Fútbol de 2006 | Alemania  | Octavos de final | 4        | 0     |
| Copa Mundial de Fútbol de 2010 | Sudáfrica | Subcampeón       | 2        | 0     |

### Participaciones en Eurocopas
| Eurocopa      | Sede            | Resultado    |
| ------------- | --------------- | ------------ |
| Eurocopa 2008 | Austria/Suiza   | 4° de final  |
| Eurocopa 2012 | Polonia/Ucrania | Primera fase |

## Clubes
| Club                | País         | Año        |
| ------------------- | ------------ | ---------- |
| RKC Waalwijk        | Países Bajos | 1999-2004  |
| Hamburgo SV         | Alemania     | 2004-2006  |
| Chelsea FC          | Inglaterra   | 2006- 2008 |
| Sevilla FC (cedido) | España       | 2007- 2008 |
| VfB Stuttgart       | Alemania     | 2008-2012  |
| Sporting de Lisboa  | Portugal     | 2012-2013  |
| Brøndby IF          | Dinamarca    | 2013-2014  |
| Feyenoord           | Países Bajos | 2014-2015  |

## Palmarés

### Campeonatos nacionales
| Título                        | Club                | País       | Año       |
| ----------------------------- | ------------------- | ---------- | --------- |
| FA Cup                        | Chelsea             | Inglaterra | 2006-2007 |
| Copa de la Liga de Inglaterra | Chelsea             | Inglaterra | 2006-2007 |
| Supercopa de España           | Sevilla Fútbol Club | España     | 2007      |